# Emergency Liquidity Assistance
Emergency Liquidity Assistance (ELA, Notfall-Liquiditätshilfe) ist ein Instrument zur Gewährung von Liquidität in besonderen Situationen an eine oder mehrere Geschäftsbanken durch eine Zentralbank. Es findet Anwendung  bei den nationalen Notenbanken des Eurosystems und in weiteren Währungssystemen. Die Schweizerische Nationalbank ist gegenüber inländischen Banken ebenfalls berechtigt, ein solches Hilfsmittel einzusetzen. Auch die Bank of England brachte diese Art von Liquiditätshilfe in der Vergangenheit zum Einsatz.

## Funktionalität
Als ELA können Notenbanken vorübergehend illiquiden Kreditinstituten gegen Sicherheiten Liquiditätshilfen gewähren, sofern bei den Instituten die Solvabilität noch gewährleistet ist. Die Entscheidung über derartige Hilfen liegt grundsätzlich im Ermessen der jeweiligen nationalen Notenbank, die auch die unmittelbaren Risiken und Kosten der Maßnahme trägt. Laut Reuters wird die Verzinsung der Notfall-Liquiditätshilfen auf einen Zinssatz geschätzt, der ca. 1 bis 1,5 Prozentpunkte über dem Spitzenrefinanzierungssatz der EZB liegt.
Normalerweise refinanzieren sich Kreditinstitute entweder über den Interbankenhandel oder über Fazilitäten der Zentralbank. Dabei müssen sie Sicherheiten hinterlegen. Wenn Kreditinstitute keine Sicherheiten mehr leisten können, die von anderen Kreditinstituten oder der EZB akzeptiert werden, können sie bei ihrer nationalen Zentralbank ELA-Hilfen beantragen. Die nationale Zentralbank kann im Rahmen von ELA minderwertige Sicherheiten akzeptieren. Bei den ELA-Operationen kommt somit der nationalen Notenbank und nicht der Europäischen Zentralbank im Eurosystem die Rolle des Kreditgebers letzter Instanz zu.
Der EZB-Rat kann mit Zweidrittelmehrheit eine Beschränkung von ELA-Operationen beschließen, wenn diese nicht mit den Zielen und Aufgaben des Eurosystems vereinbar sind. Wenn das Volumen der ELA-Operationen 2 Mrd. Euro übersteigt, setzt die EZB nach Prüfung der Situation eine Obergrenze fest.

## Anwendung
In der Finanzkrise ab 2007 und der anschließenden Eurokrise wurde die ELA von Banken in Belgien, Deutschland, Griechenland, Irland und Zypern in Anspruch genommen. In Deutschland nahm die Hypo Real Estate im Zeitraum vom Oktober 2008 bis März 2009 ELA mit einem Limit von bis zu 50 Mrd. Euro in Anspruch. Die Bank of England gewährte zwischen Oktober 2008 und Januar 2009 zwei britischen Banken ELA zur Abwendung der Insolvenz: In der Spitze erhielt die HBOS bis zu 25,4 Milliarden GBP und die Royal Bank of Scotland bis zu 25 Milliarden USD sowie 29,4 Milliarden GBP an Liquidität.
Im Zusammenhang mit der griechischen Staatsschuldenkrise genehmigte die EZB im Jahre 2015 mehrfach Erhöhungen der Notkreditlinien der griechischen Zentralbank an griechische Kreditinstitute, und zwar von 60 Mrd. Euro am 5. Februar 2015 bis etwa 90 Milliarden am 23. Juni 2015. Nachdem die griechische Regierung und das Parlament ein Referendum über das weitere Vorgehen initiiert hatten, lehnte die Europäische Zentralbank in einer am Sonntag, 28. Juni 2015 durchgeführten Sondersitzung den Wunsch nach einer Aufstockung um weitere 6 Mrd. Euro ab. Mit der griechischen Zentralbank soll eng zusammengearbeitet werden, um Finanzstabilität aufrechtzuerhalten. Hintergrund für die dauernden Erhöhungen sind der Liquiditätsbedarf griechischer Banken auf Grund anhaltender Liquiditätsabflüsse zusammen mit der Tatsache, dass die EZB griechische Staatsanleihen nicht mehr als Sicherheit in ihren regulären Refinanzierungsfazilitäten akzeptiert.
Im Zuge ihrer Liquiditätskrise im März 2023 nahm die Credit Suisse ELA der Schweizerischen Nationalbank in Höhe von 50 Milliarden Franken in Anspruch.

## Kritik
Nach Einschätzung des Wirtschaftsprofessors und späteren Finanzministers von Griechenland Yanis Varoufakis (Januar 2015) gestatten ELA-Kredite „einfach nur bankrotten Banken, die ein bankrotter Fiskus nicht zu retten vermag, sich von der Bank of Greece Geld gegen Pfänder zu leihen, die nicht viel wert sind.“ Zudem wird diskutiert, ob die griechischen Banken im Jahre 2015 noch solvent sind, weil ein erheblicher Teil ihres Kernkapitals aus latenten Steuern besteht, also Ansprüchen gegen den griechischen Staat.
Die Aufstockung des ELA-Rahmens während der Finanzkrise wurde von Bundesbank-Präsident Jens Weidmann mit Hinweis auf das Verbot der monetären Staatsfinanzierung beanstandet, da die Banken mit dem Geld griechische Staatsanleihen mit kurzer Laufzeit („T-Bills“) kaufen würden. Er zweifelt daran, dass die griechischen Banken ohne die ELA-Hilfen noch solvent sind. Carsten Schneider kritisiert: „Die EZB erhöht jede Woche das Volumen der Notfallkredite für die griechischen Banken und erhält damit die Fiktion ihrer Solvenz“. Der Ökonom Hans-Werner Sinn bezeichnete die Politik der ELA-Kreditvergabe an Griechenland als Insolvenzverschleppung und Lizenz zum Gelddrucken. Die 83 Mrd. Euro (Stand 16. Juni), welche die griechischen Bankkunden abgehoben haben, werden entweder als Bargeld in Griechenland gehortet oder wurden ins Ausland überwiesen und dort in Immobilien und Wertpapieren investiert. Wenn es zum Grexit kommen sollte, wäre die griechische Notenbank nach Einschätzung von Hans-Werner Sinn nicht in der Lage, die aus den ELA-Hilfen resultierenden Verpflichtungen gegenüber dem Rest des Eurosystems zu erfüllen.
Der Ökonom Martin Hellwig äußert sich zur Legalität der Drosselung von ELA-Krediten skeptisch. Er hält eine Drosselung der ELA-Hilfen nur bei einem drohenden Grexit für gerechtfertigt. Ein Grexit wird aber erst durch eine solche Drosselung herbeigeführt. „Bei diesem Teufelskreis fällt die Unterscheidung zwischen einer gerechtfertigten Notstandsmaßnahme und einer widerrechtlichen Erpressung schwer.“
Martin Hellwig behauptete allerdings, die ELA-Kredite seien nicht für die Finanzierung von Staatspapierkäufen der Banken verwendet worden. Dagegen argumentierten Clemens Fuest und Hans-Werner Sinn, dass mehr Staatsanleihen gekauft worden waren, als an Krediten mit den Institutionen verhandelt wurde. Außerdem meinte Martin Hellwig, die griechische Notenbank habe das Recht, die Geldschöpfungsgewinne aus den ELA-Krediten zu behalten. Wenn sie wegen des Ausfalls der Banken nicht zurückgezahlt werden könnten, entstünde dem Rest der Eurozone kein Verlust. Auch hiergegen wandten sich Clemens Fuest und Hans-Werner Sinn mit dem Argument, die griechische Notenbank müsse zwar für ELA-Kredite haften, könne dies aber mangels Masse im Bedarfsfall nicht.
Laut Handelsblatt handelt es sich bei der wöchentlichen ELA-Kreditgenehmigung durch die EZB um ein strategisches Druckmittel gegenüber der griechischen Regierung. Da die Kapitalflucht aufgrund der zunehmenden Unsicherheiten in Griechenland anhält, seien die griechischen Kreditinstitute auf Liquiditätshilfen durch die (bzw. eine) Zentralbank angewiesen.